# Tractat d'usura
El Tractat d'Usura és una obra escrita per Francesc Eiximenis en llengua catalana al voltant de 1374 possiblement a Catalunya. Fou transcrit i editat per Josep Hernando i Delgado en 1985 a partir del manuscrit n. 42 del Monestir de Sant Cugat del Vallès, que es troba a l'Arxiu de la Corona d'Aragó.
Tracta sobre el tema de la usura, que fou molt debatut pel dret canònic medieval. Originàriament i segons l'índex, tenia vint-i-vuit capítols, dels quals ens han pervingut, però, sols catorze. Així mateix, hi ha cinc capítols d'aquesta obra breu que hi són reproduïts literalment en Terç del Crestià, dins dels capítols dedicats en aquesta obra al pecat d'avarícia.
En la part conservada, Francesc Eiximenis té en general una postura restrictiva a la usura, partint de la base de Lluc 6, 35 que diu que qui presta alguna cosa no ha de demanar res a canvi, i que parteix del principi general de la caritat cristiana, tan important en l'escola franciscana, a la qual ell pertany. N'accepta, però, alguns casos, i també la licitud dels censals i violaris, que serien els drets a percebre una renda a canvi d'una quantitat de diners, un altre tema molt debatut en la canonística medieval. La font que usa Eiximenis per justificar la licitud dels censals i els violaris és un tractat sobre aquesta matèria fet pel dominic Bernat de Puigcercós.
Aquesta obra breu presenta influència de diverses fonts canòniques. Així, a banda de les obres clàssiques de dret canònic medieval, com ara el Decret de Gracià o les Decretals de Gregori IX, li influeixen canonistes, com ara Enrico da Susa (el seu admirat Hostienc), Ramon de Penyafort o Godofred de Trani. També li influeixen autors escolàstics com els franciscans Alexandre d'Alexandria i Joan Duns Escot o els dominicans, Tomàs d'Aquino i Durand de Sant Porçan.